# Gaal Gergely
Gaal Gergely (Budapest, 1977. június 3. –) magyar pedagógus, politikus, korábbi országgyűlési képviselő.

## Élete
1977. június 3-án született Budapest IX. kerületében. 1994 óta Solymáron él. 2014-ben kötöttek házasságot feleségével, Gaal-Hasulyó Bernadettel, akivel együtt nevelik két gyermeküket, a 2015-ben született Mátyást és a 2016-ban született Mártont.
Anyanyelve: magyar. Vallása: római katolikus.

### Tanulmányok
1995-ben érettségizett Budapesten. 2001-ben külkereskedelmi üzletkötő felsőfokú szakképesítést szerzett Budapesten. 2004-ben szerzett történelem szakos bölcsész és tanár diplomát Budapesten, a Károli Gáspár Református Egyetem Bölcsészettudományi Karán.

### Munkahelyek
2004-től 2010-ig egy családi jellegű építőipari mikrovállalkozásban tevékenykedett, 2006-tól ügyvezetőként. 2010 óta a Kereszténydemokrata Néppárt országos szervezője.

## Közéleti, politikai tevékenység
2002-ben szerzőként részt vett a polgári oldal választási veresége utáni tettrekész hangulatban megszületett Hajrá Magyarország! Hajrá magyarok! című könnyűzenei-szatirikus hanglemezt elkészítő In Dextra Veritas zenekar csapatában. 2006-ban belépett a Kereszténydemokrata Néppártba, jelenleg tagja az Országos Elnökségnek és az Országos Választmány elnökségének. 2006-tól az Ifjúsági Kereszténydemokrata Szövetség alelnöke, 2010-től 2014-ig elnökhelyettese, közben 2013-ban az elnöki feladatokat is ellátó ügyvezető elnöke. 2004 óta tagja a Fidesz solymári szervezetének, melynek 2006 óta elnöke. 2006 és 2017 között önkormányzati képviselő Solymáron, 2010 és 2014 között társadalmi állású alpolgármester a településen. 2013. március 4-től a ciklus végéig országgyűlési képviselő a KDNP színeiben; a Parlamentbe a pártszövetség Pest megyei területi listájáról jutott be.
2016-ban a Nemzetpolitikai Államtitkárság által meghirdetett Márton Áron Emlékév Programbizottságának elnöke, 2017-ben a Szent László-év Tanácsadó Testületének elnöke. 2017-ben a Kereszténydemokrata Néppárt Gaal Gergelyt jelölte a Fidesz-KDNP országos listájáról a Dr. Rubovszky György képviselő halálával megüresedett országgyűlési képviselői mandátum betöltésére. Képviselői esküjét 2017. szeptember 18-án tette le, amivel párhuzamosan lemondott solymári képviselői mandátumáról.
2025. május 22-én videóban jelentette be, hogy lemond a KDNP országos elnökségi tagságáról, de párttagságát megtartja. Lemondását azzal indokolta, hogy "Nem lenne hiteles a részemről továbbra is kitartani egy olyan vezetőség mellett, amelynek megláttam legrosszabb arcát, és a saját bőrömön tapasztaltam meg a hiteltelenségét és a torzulását". 